# Zhangluji
Zhangluji (kinesiska: 张炉集镇, 张炉集) är en köping i Kina. Den ligger i provinsen Shandong, i den östra delen av landet, omkring 110 kilometer väster om provinshuvudstaden Jinan. Antalet invånare är 33366. Befolkningen består av 16 381 kvinnor och 16 985 män. Barn under 15 år utgör 18,0 %, vuxna 15-64 år 72 %, och äldre över 65 år 8,0 %.
Genomsnittlig årsnederbörd är 671 millimeter. Den regnigaste månaden är juli, med i genomsnitt 215 mm nederbörd, och den torraste är januari, med 4 mm nederbörd.